# 新福尚武
新福 尚武（しんふく なおたけ、1914年3月2日 - 2012年3月12日）は、日本の医学者・精神科医。東京慈恵会医科大学名誉教授。長男は医学者で神戸大学名誉教授の新福尚隆。

## 略歴
鹿児島県鹿児島市生まれ。旧制鹿児島県立第一鹿児島中学校、旧制第七高等学校造士館を経て、1937年九州帝国大学医学部卒業、下田光造に師事。1947年「ショック療法の精神病理学的研究」で九州帝国大学より医学博士の学位を取得。
台北帝国大学医学部精神科助手、陸軍軍医（高雄）、鳥取大学医学部助教授などを経て、1952年同教授。1966年東京慈恵会医科大学教授、1979年定年退職、名誉教授。アルコール医学会長、交通科学会長、心身医学会長、国際老年精神医学会名誉会長など。
とらわれの精神病理、うつ病の身体病理、老年精神医学など。日本海の3離島に住む老人の精神医学的実態調査を行う。森田療法、心身医学、老年精神医学など。

## 著書
- 新精神医学 医学出版社 1959
- デプレッションの臨床 抑うつ症の診断と治療 金原出版 1960
- 老人精神障害の臨床 金原出版 1967 (新臨床医学文庫)
- 心の老化 -その克服 社会保険出版社 1969 (老人福祉双書)
- 仮面デプレッション 日本メルク万有 1969.5
- 一般臨床におけるデプレッション-仮面デプレッションの診断と治療 金原出版 1970 (新臨床医学文庫)
- 睡眠と人間 日本放送出版協会 1972 (NHKブックス) のち三笠書房知的生き方文庫
- 新福尚武教授のノイローゼの予防と治療 主婦の友社 1973
- 新福尚武博士の心の病気とノイローゼ 幼児期から老年期まで 主婦の友社 1980.5
- 仮面うつ病 金原出版 1980.12 (金原医学新書)
- 中高年のこころの健康 婦人之友社 1982.9
- ミドルエイジ・シンドローム 朝日出版社 1983.4
- さわやかに老いる知恵 精神科医のすすめ 婦人之友社 1986.9
- 人類とぼけ ぼけ研究の歩み 1987.11 (講談社学術文庫)
- 老いとは何かを伝えたい 老いのあり方ぼけ研究の最前線 婦人之友社 1997.2
- 自分をよく生きるための基本13章 医学出版社 2001.11
- 21世紀臨床精神医学基本ノート 医学出版社 2006.11

## 共編著
- 精神衛生入門 宮本哲雄共著 医学出版社 1960
- 最新精神科治療 医学書院 1971
- 躁うつ病 医学書院 1972
- 不老学のすすめ 新しい老年期を生きる 湯沢雍彦,青木茂共編 1973 (有斐閣選書)
- 精神医学における臨床心理学 金剛出版 1978.2 (精神医学文庫)
- 精神医学書 島薗安雄共編 金原出版 1980-83
- じょうずに健康に老いる法 働きざかりのあなたがいま読む本 篠原恒樹共著 主婦の友社 1982.9
- アルコール症の精神療法 金剛出版 1984.6
- 講談社精神医学大事典 1984.11

## 翻訳
- 催眠法と暗示 思考と行動の自由 ポール・ショシャール 吉岡修一郎共訳 白水社 1952 (文庫クセジュ)
- 精神分析 ジャン=クロード・フィルー 白水社 1953 (文庫クセジュ.)
- 意志 ポール・フールキェ 白水社 1954 (文庫クセジュ)
- うつ病の身体症状 その本態,発生機序,および治療 アリ・キエフ編 太田不二雄共訳著 金剛出版 1981.1

## 記念論集
- 新福先生精神科医四十年のあゆみ 新福尚武教授退職記念 東京慈恵会医科大学精神神経科教室 1979.3
- 新福尚武教授退職記念論文集 東京慈恵会医科大学精神神経科教室 1979.3

## 参考
- 著書の紹介文